# العلاقات الطاجيكستانية الكولومبية
العلاقات الطاجيكستانية الكولومبية هي العلاقات الثنائية التي تجمع بين طاجيكستان وكولومبيا.

## مقارنة بين البلدين
هذه مقارنة عامة ومرجعية للدولتين:
| وجه المقارنة                                              | طاجيكستان                          | كولومبيا        |
| --------------------------------------------------------- | ---------------------------------- | --------------- |
| المساحة (كم2)                                             | 143.10 ألف                         | 1.14 مليون      |
| عدد السكان (نسمة)                                         | 8.92 مليون                         | 49.07 مليون     |
| الكثافة السكانية (ن./كم²)                                 | 62.33                              | 43.04           |
| العاصمة                                                   | دوشنبه                             | بوغوتا          |
| اللغة الرسمية                                             | اللغة الطاجيكية                    | اللغة الإسبانية |
| العملة                                                    | ساماني طاجيكي، الروبل الطاجيكستاني | بيزو كولومبي    |
| الناتج المحلي الإجمالي (بليون دولار)                      | 7.15 مليار                         | 309.19 مليار    |
| الناتج المحلي الإجمالي (تعادل القوة الشرائية) بليون دولار | 24.03 مليار                        | 724.96 مليار    |
| الناتج المحلي الإجمالي الاسمي للفرد دولار أمريكي          | 925                                | 7.60 ألف        |
| الناتج المحلي الإجمالي للفرد دولار أمريكي                 | 2.69 ألف                           | 13.36 ألف       |
| مؤشر التنمية البشرية                                      | 0.624                              | 0.720           |
| رمز المكالمات الدولي                                      | +992                               | +57             |
| رمز الإنترنت                                              | .tj                                | .co             |
| المنطقة الزمنية                                           | ت ع م+05:00                        | 00              |

## منظمات دولية مشتركة
يشترك البلدان في عضوية مجموعة من المنظمات الدولية، منها:
| علم المنظمة | اسم المنظمة                        | تاريخ انضمام طاجيكستان | تاريخ انضمام كولومبيا |
| ----------- | ---------------------------------- | ---------------------- | --------------------- |
|             | مؤسسة التنمية الدولية              | 4 يونيو 1993           | 16 يونيو 1961         |
|             | مؤسسة التمويل الدولية              | 2 ديسمبر 1994          | 20 يوليو 1956         |
|             | منظمة حظر الأسلحة الكيميائية       | ?                      | ?                     |
|             | الأمم المتحدة                      | 2 مارس 1992            | 5 نوفمبر 1945         |
|             | الاتحاد الدولي للاتصالات           | 28 أبريل 1994          | 25 أغسطس 1914         |
|             | منظمة الشرطة الجنائية الدولية      | ?                      | ?                     |
|             | البنك الدولي للإنشاء والتعمير      | 4 يونيو 1993           | 24 ديسمبر 1946        |
|             | الاتحاد البريدي العالمي            | ?                      | ?                     |
|             | وكالة ضمان الاستثمار متعدد الأطراف | 9 ديسمبر 2002          | 30 نوفمبر 1995        |
|             | يونسكو                             | 6 أبريل 1993           | 31 أكتوبر 1947        |
|             | الفريق المعني برصد الأرض           | ?                      | ?                     |